# Lagrasse
Lagrasse (okcitansko La Grassa) je naselje in občina v južnem francoskem departmaju Aude regije Languedoc-Roussillon. Leta 1999 je naselje imelo 615 prebivalcev.

## Geografija
Kraj leži znotraj naravnega regijskega parka Corbières (Languedoc) ob reki Orbieu, 30 km jugovzhodno od središča departmaja Carcassonna.

## Uprava
Lagrasse je sedež istoimenskega kantona, v katerega so poleg njegove vključene še občine Arquettes-en-Val, Caunettes-en-Val, Fajac-en-Val, Labastide-en-Val, Mayronnes, Montlaur, Pradelles-en-Val, Ribaute, Rieux-en-Val, Saint-Martin-des-Puits, Saint-Pierre-des-Champs, Serviès-en-Val, Talairan, Taurize, Tournissan, Villar-en-Val in Villetritouls z 2.977 prebivalci.
Kanton Lagrasse je sestavni del okrožja Carcassonne.

## Zgodovina
Naselbina je zrasla ob benediktinskem samostanu, ustanovljenem leta 778 pod Karlom Velikim.

## Zanimivosti
- srednjeveški trg
- opatija Sainte_Marie de Lagrasse
- stari most preko reke Orbieu,
- gotska cerkev sv. Mihaela,
- Na ozemlju občine se nahajajo ruševine samostana Saint-Michel de Nahuze iz 11. stoletja.